# Fäberget
Fäberget ist ein Berg in der Nähe der Ortschaft Docksta, die Teil der Gemeinde Örnsköldsvik in der Region Höga Kusten in Schweden in der Provinz Västernorrlands län ist. Der Berg ist etwa 197 Meter hoch und bietet einen atemberaubenden Blick auf die umliegende Landschaft, einschließlich der nahegelegenen Berge und des Meeres.
Fäberget ist ein beliebtes Wanderziel in der Region Höga Kusten und es gibt einige Wanderwege, die auf den Gipfel des Berges führen. Der kürzeste Weg ist etwa 1 km lang und kann in etwa 30 Minuten bis zu einer Stunde bewältigt werden, je nach Fitnesslevel.
Koordinaten: 63° 1′ N, 18° 20′ O